# Aderus marquesanus
Aderus marquesanus es una especie de coleóptero de la familia Aderidae. Fue descrita científicamente por Kenneth Gloyne Blair en 1935. La identificación en el género Aderus no es completamente clara, está considerado incertae sedis.

## Distribución geográfica
Habita en las islas Marquesas (Polinesia Francesa).